# کریس هندرسون
کریس هندرسون (انگلیسی: Chris Henderson؛ زادهٔ ۱۱ دسامبر ۱۹۷۰) بازیکن فوتبال اهل ایالات متحده آمریکا است.
از باشگاه‌هایی که در آن بازی کرده‌است می‌توان به باشگاه فوتبال اف‌اس‌وی فرانکفورت، باشگاه فوتبال اسپورتینگ کانزاس‌سیتی، باشگاه فوتبال نیویورک رد بولز، کلمبوس کرو، باشگاه فوتبال کلرادو رپیدز و باشگاه فوتبال کلرادو رپیدز و تیم ملی فوتبال ایالات متحده آمریکا اشاره کرد.
وی همچنین در تیم ملی فوتبال United States بازی کرده‌است.